# ورزشگاه جام‌جهانی ججو
ورزشگاه جام‌جهانی ججو، یک ورزشگاه فوتبال در شهر ججو، کره جنوبی است. این ورزشگاه ۴۲٬۲۵۶ هزار نفر گنجایش دارد.این ورزشگاه میزبان بازی های جام جهانی ۲۰۰۲ در این بازی ها بوده (برزیل در مقابل چین، اسلوونی در مقابل پاراگوئه و آلمان در مقابل پاراگوئه).

این ورزشگاه میزبان بازی های خانگی باشگاه ججو یونایتد در رقابت های کی لیگ است.

## جام جهانی ۲۰۰۲
ورزشگاه جام‌جهانی ججو یکی از مکانهای برگزاری بازی های جام جهانی ۲۰۰۲ بود. و مسابقات زیر را برگزار کرده
| تاریخ        | تیم ۱   | نتیجه | تیم ۲    | رقابت    |
| ------------ | ------- | ----- | -------- | -------- |
| ۸ ژوئن ۲۰۰۲  | برزیل   | ۰-۴   | چین      | (گروه C) |
| ۱۲ ژوئن ۲۰۰۲ | اسلوونی | ۳-۱   | پاراگوئه | (گروه B) |
| ۱۵ ژوئن ۲۰۰۲ | آلمان   | ۰-۱   | پاراگوئه | یک هشتم  |

## تصاویر

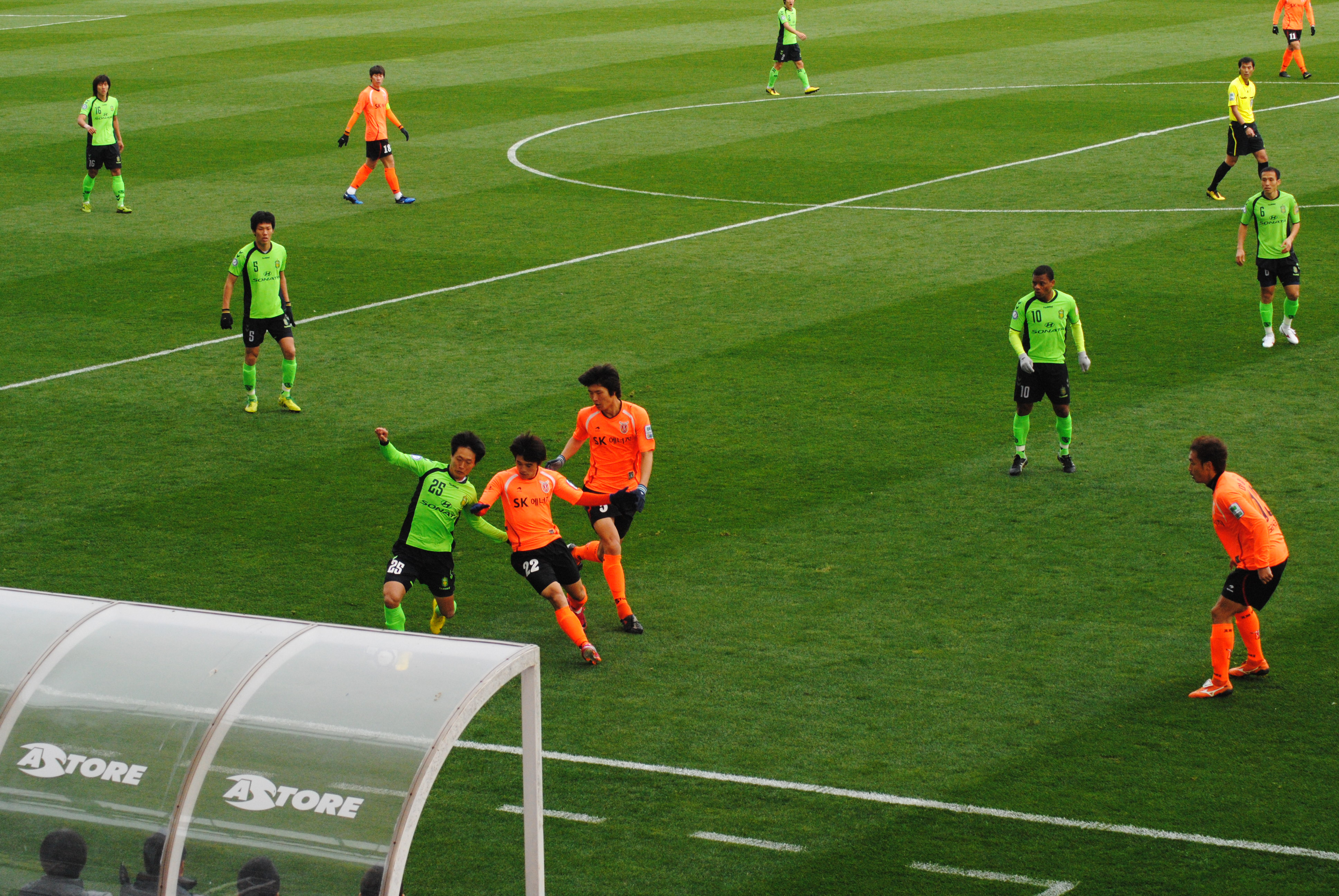